# スーパー・バリュー (柳ジョージのアルバム)
『スーパー・バリュー』は、日本のロックミュージシャンである柳ジョージが、2001年12月19日にユニバーサルミュージックからリリースした6枚目のベスト・アルバムである。

## 解説
1999年に発売された『30th 1969-1999』以来約2年ぶりとなるベスト・アルバムで、ユニバーサルミュージックが2001年にリリースした、ベスト・アルバムシリーズ『スーパー・バリュー』の一つとして発売された。
1994年から1997年までにMCAビクターから発表した楽曲が収録されている。
| #         | タイトル                                          | 作詞              | 作曲       | 編曲      | 時間  |
| --------- | ------------------------------------------------- | ----------------- | ---------- | --------- | ----- |
| 1.        | 「雨に泣いてる (BURNING VERSION)」                | 柳ジョージ        | 柳ジョージ | 大村憲司  | 4:48  |
| 2.        | 「バーニング」                                    | 池永康記 & MISUMI | 樫原伸彦   | 樫原伸彦  | 4:35  |
| 3.        | 「めぐり逢える」                                  | 朝水彼方          | 筒美京平   | 新川博    | 3:38  |
| 4.        | 「HURRY UP, BABY!」                               | NOBODY            | NOBODY     | 大槻啓之  | 4:01  |
| 5.        | 「End Of Dream」                                  | 加藤健            | 柳ジョージ | 大村憲司  | 5:53  |
| 6.        | 「GIVE SOME LOVE」                                | 柳ジョージ        | 柳ジョージ | 松下誠    | 5:32  |
| 7.        | 「言えない涙」                                    | 山田ひろし        | 羽場仁志   | 佐藤準    | 5:34  |
| 8.        | 「孤独に火をつけて〜Burnin' my heart, let me go」 | 工藤哲雄          | 柳ジョージ | 大村憲司  | 5:27  |
| 9.        | 「HEAVY RAINからもう一度」                        | 工藤哲雄          | 後藤次利   | 後藤次利  | 6:11  |
| 10.       | 「夢を追いこして」                                | IBIZA             | 筒美京平   | 松下誠    | 4:22  |
| 合計時間: | 合計時間:                                         | 合計時間:         | 合計時間:  | 合計時間: | 50:01 |

## 楽曲解説
1. 雨に泣いてる (BURNING VERSION)
  - 14thアルバム『BURNING』収録曲。柳ジョージ&レイニーウッドの4thシングル「雨に泣いてる…」のセルフカバー。
2. バーニング
  - 22ndシングル。ノンクレジットであるが、収録されているのは14thアルバム『BURNING』所収の「バーニング (ALBUM VERSION)」である。
  - アサヒスーパードライ '96 CMソング[3]
3. めぐり逢える
  - 19thシングル。
  - NTTタウンページCMソング[4]
4. HURRY UP, BABY!
  - 23rdシングル。アルバム初収録。
  - 森永製菓『ICE GUY』CMソング[5]
5. End Of Dream
  - 12thアルバム『STORAGE』収録曲。
6. GIVE SOME LOVE
  - 20thシングル「夢を追いこして」のカップリング曲。
7. 言えない涙
  - 14thアルバム『BURNING』収録曲。
8. 孤独に火をつけて〜Burnin' my heart, let me go
  - 13thアルバム『Sycamore Dr.』収録曲。
9. HEAVY RAINからもう一度
  - 12thアルバム『STORAGE』収録曲。
10. 夢を追いこして
  - 20thシングル。
  - ロッテ ガーナチョコレート TV-CFソング[6]